# A prova di matrimonio
A prova di matrimonio (I Give It a Year) è un film del 2013 diretto da Dan Mazer ed interpretato da Rose Byrne, Rafe Spall, Anna Faris e Simon Baker.

## Distribuzione
Il film è uscito in Gran Bretagna l'8 febbraio 2013, in Italia per gennaio 2015.